# 1993–2003: 1st Decade in the Machines
1993–2003: 1st Decade in the Machines – album kompilacyjny norweskiego zespołu muzycznego Ulver, wydany 29 kwietnia 2003 przez niezależną wytwórnię płytową Jester Records.
Album został wydany z okazji dziesięciolecia istnienia zespołu i zawierał utwory zremiksowane przez zaprzyjaźnionych z zespołem wykonawców muzyki elektronicznej.

## Lista utworów
1. „Crack bug” (Ulver remix)- 3:33 (remiks Nattens Madrigal z demo Vargnatt)
2. „A Little Wiser than the Monkey, Much Wiser than Seven Men” (Alexander Rishaug remix) - 7:56 (remiks A Memorable Fancy, Plates 21-22 z albumu Themes...)
3. „Track Slow Snow” (Information remix) - 6:32 (remiks Silence Teaches You How to Sing)
4. „Lyckantropen Remix” (The Third Eye Foundation remix) - 4:03
5. „Lost in Moments Remix” (Upland remix) - 2:41
6. „Bog's Basil & Curry Powder Potatos Recipe” (Bogdan Raczyński remix) - 5:05 (remiks The Voice of the Devil z albumu Themes...)
7. „Der Alte” (Martin Horntveth remix) - 4:38 (remiks Speak Dead Speaker z EP Silencing the Singing)
8. „He said - she said” (Neotropic remix) - 7:03 (remiks Not Saved z EP Silencing the Singing)
9. „I Love You, But I Prefer Trondheim (Parts 1-4)” (A. Wiltzie vs. Stars of the Lid remix) - 10:22 (fragmenty z Perdition City oraz smyczkowej aranżacji Nattens Madrigal)
10. „Only the Poor Have to Travel” (Fennesz remix) - 4:11 (fragmenty Perdition City)
11. „Ulvrmxsw5” (Pita remix) - 6:46 (fragmenty Perdition City)
12. „Wolf Rotorvator” (Jazzkammer remix) - 3:31 (fragmenty Bergtatt – Et Eeventyr i 5 Capitler)
13. „The Descent of Men” (V/Vm remix) - 2:23 (fragmenty Nattens Madrigal – Aatte Hymne Til Ulven I Manden)
14. „Vow me Ibrzu” (Merzbow remix) - 10:00 (fragmenty Bergtatt – Et Eeventyr i 5 Capitler oraz Nattens Madrigal – Aatte Hymne Til Ulven I Manden)

## Wideografia
- „Lost in Moments Remix” (Upland) - Mathias Kakoschke (wideoklip)